# Ettenhausen a.d. Suhl
Ettenhausen a.d. Suhl, Ettenhausen an der Suhl – dzielnica miasta Bad Salzungen w Niemczech, w kraju związkowym Turyngia, w powiecie Wartburg. Leży w Lesie Turyńskim.  
Do 5 lipca 2018 samodzielna gmina, której niektóre zadania administracyjne realizowane były przez gminę Marksuhl, która pełniła rolę "gminy realizującej" (niem. "erfüllende Gemeinde").